# Runové kameny v Jelling
Runové kameny v Jellingu jsou runové kameny pocházející patrně z 10. století, které se nacházejí v malém městě Jelling v Dánsku. 
Starší a menší z kamenů nechal vztyčit kolem roku 955 sám první dánský král Gorm Starý na počest své manželky Tyry. 
Je na něm vytesán nápis:

kurmr kunukr karthi kubl   thusi aft   thurui kunu sina tanmarkar but

což znamená

Gorm král udělal památný kámen na počest Thyry, své ženy, dánské vládkyně.

Nápis lze považovat za první písemnou zmínku názvu Dánska, vyskytující se na vlastním území této země. Název sám byl znám přinejmenším 75 let před vybudováním památníku: v geografickém popise severní Evropy, který vypracoval wessexský král Alfréd Veliký je dánské území nazýváno «dene mearc».
Druhý, větší kámen pak sem nechal umístit jeho syn Harald Modrozub kolem roku 965. Tento 
velký kámen (je vysoký 243 cm a váží kolem deseti tun) je svého druhu "svědectvím o zrodu Dánska", často také nazýván "křestní list Dánska". Nápis na něm vytesaný sděluje, že:

 Haraltr kunukr bath kaurua kubl thausi aft kurm fathur sin auk aft thaurui muthur sina
sa haraltr ias sar uan tanmaurk ala auk nuruiak auk tani karthi kristna

což znamená

 Harald král postavil tento kámen na počest Gorma, otce svého, a Thyry, matky své. Harald, jenž dobyl celé Dánsko a Norsko, jenž křtil Dány.

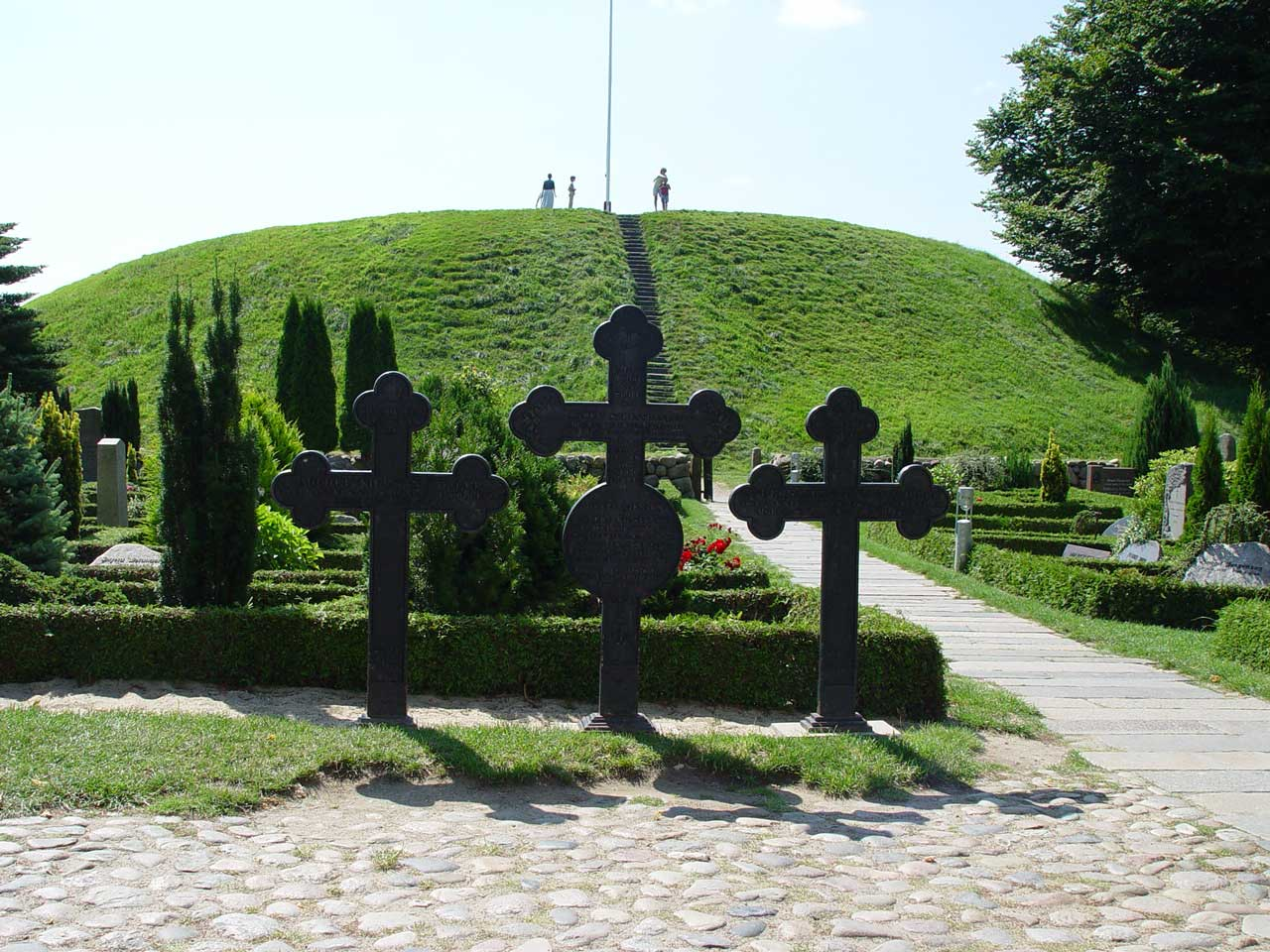
Jedna z mohyl v Jelling

Kameny se nacházejí ve dvoře jellingského kostela mezi dvěma velkými mohylami. Jsou svědectvím epochy přerodu skandinávců od pohanství ke křesťanství. Kameny spolu s mohylami a kostelem jsou od roku 1994 součástí světového dědictví. 
Runové nápisy na obou kamenech patří vůbec k nejznámějším v Dánsku. V současné době jsou hojně navštěvovanou turistickou lokalitou.